# Gulkronad tyrann
Gulkronad tyrann (Myiodynastes chrysocephalus) är en fågel i familjen tyranner inom ordningen tättingar.

## Utseende och läte
Gulkronad tyrann är en stor tyrann. Med gul undersida, mörkt ansikte och vita huvudband liknar den något större kiskadi, men skiljs på vitt mustaschstreck, avsaknad av vit strupe och svag streckning på bröstet. Bland lätena hörs vassa "de-wit" och "chew-di-wit" som upprepas. 

## Utbredning och systematik
Gulkronad tyrann förekommer i Andernas östsluttning från Peru till Bolivia och nordvästra Argentina. Tidigare kategoriserades två ytterligare taxa, minor och cinerascens, som underarter till gulkronad tyrann. Vanligen förs dessa numera istället till gulbukig tyrann. 

## Levnadssätt
Gulkronad tyrann hittas i bergsbelägna molnskogar. Den ses ofta sitta högt uppe i träden.

## Status och hot
Arten har ett stort utbredningsområde och tros öka i antal. Internationella naturvårdsunionen IUCN listar den därför som livskraftig (LC).